# Giornata internazionale dei musei
La Giornata internazionale dei musei o IMD (da International Museum Day in inglese) è una giornata internazionale che si tiene annualmente intorno al 18 maggio, coordinata dal Consiglio internazionale dei musei (ICOM). L'evento mette in evidenza un tema specifico che cambia ogni anno riflettendo un tema o un problema rilevante che i musei devono affrontare a livello internazionale. L'IMD offre ai professionisti museali l'opportunità di incontrare il pubblico e avvisarlo delle sfide che i musei devono affrontare e sensibilizzare l'opinione pubblica sul ruolo che i musei svolgono nello sviluppo della società. Promuove inoltre la disciplina della Museologia.